# Ambrosio Peñalosa
Ambrosio Peñalosa (n. Mondéjar, Provincia de Guadalajara en 1588, m. Madrid en 1656) fue un religioso jesuita de España.
Doctor en teología, fue profesor en Madrid.
Predicador de Felipe IV y su hermana, fue catedrático de la universidad de Viena.
Volvió a España en 1640 y fue rector del colegio de Cuenca, y en la casa de Toledo.
Su labor principal en la orden fue la de revisar las obras de otros autores, en busca de párrafos o ideas que estuvieran en contra de la moral de la época, estableciendo la censura y aprobación de los textos, necesaria antes de su publicación

## Obras
- Opus egregium, De christi et Spiritus Sacti divinitate nec non SS. Trinitatis mysterio contra Judaeos, Photinum ... en 1635
- Vindiciae Deiparae Virginis de peccato originali, et debito illius contrahendi ... en 1650